# Phaeochrous schoutedeni
Phaeochrous schoutedeni is een keversoort uit de familie Hybosoridae. De wetenschappelijke naam van de soort is voor het eerst geldig gepubliceerd in 1928 door Burgeon.